# دودمان نخست مصر

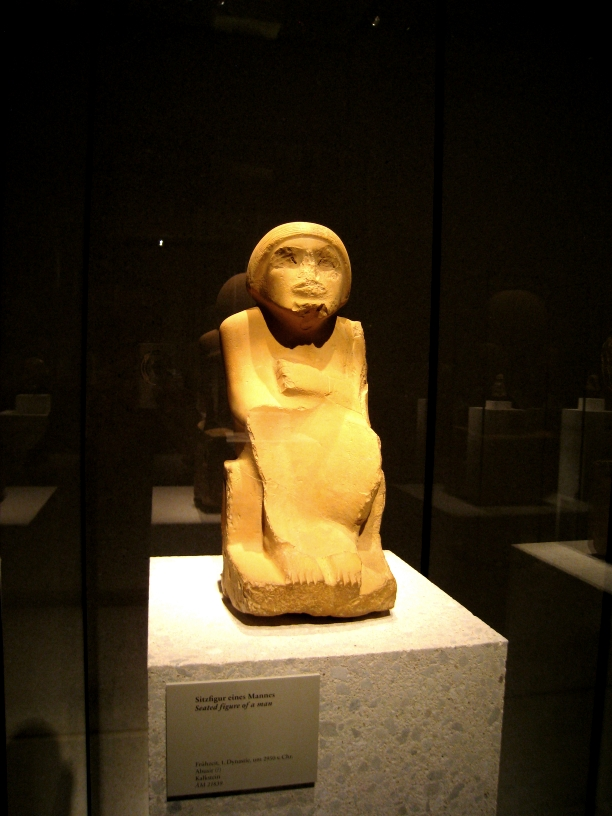
تندیسی آهکی از شخصی بزرگ در حال نشستن مربوط به دودمان نخست پادشاهی مصر؛ موزه مصرشناسی برلین

دودمان اول مصر باستان (دودمان I) شامل اولین سلسله از پادشاهان مصری است که بر مصر یکپارچه حکومت کردند. این دوره بلافاصله پس از اتحاد مصر علیا و سفلی توسط «مِنِس» یا «نارمر» آغاز می شود و نشانگر شروع دوره پیشدودمانی است، زمانی که قدرت در شهر «ثینِس» متمرکز بود.
تاریخ این دوره موضوع بحثهای علمی درباره گاهشماری مصری است. این دوره در عصر برنز اولیه قرار میگیرد و تخمین زده میشود که شروع آن بین قرن ۳۴ تا ۳۰ پیش از میلاد بوده است. در یک مطالعه در سال ۲۰۱۳ که بر اساس تاریخگذاری رادیوکربن انجام شد، زمان به قدرت رسیدن «حور-آحا»، دومین پادشاه دودمان اول، بین سالهای ۳۱۱۱ تا ۳۰۴۵ پیش از میلاد با اطمینان ۶۸٪، و بین سالهای ۳۲۱۸ تا ۳۰۳۵ پیش از میلاد با اطمینان ۹۵٪ تعیین شد. همین مطالعه زمان به قدرت رسیدن «دِن»، ششمین پادشاه این دودمان، را بین سالهای ۲۹۲۸ تا ۲۹۱۱ پیش از میلاد با اطمینان ۶۸٪ تخمین زد، اگرچه یک تحلیل رادیوکربن در سال ۲۰۲۳ نشان داد که زمان به قدرت رسیدن دِن ممکن است زودتر، بین سالهای ۳۰۱۱ تا ۲۹۲۱ پیش از میلاد، و در یک بازه گستردهتر بین ۳۱۰۴ تا ۲۹۱۳ پیش از میلاد بوده باشد.

## فرمانروایان
پادشاهان و فرمانروایان شناخته شده در تاریخ مصر در دودمان یکم به شرح زیر هستند:
| نام         | توضیح | تاریخ                       | طول سلطنت   | خانواده                                             |
| ----------- | --- | --------------------------- | ----------- | --------------------------------------------------- |
| نارمر       | -اعتقاد بر این است که او همان منس است و مصر علیا و سفلی را متحد کرد. احتمالاً با نیت‌حتپ ازدواج کرده است. | حدود ۳۲۷۳–۲۹۸۷ پیش از میلاد |             | با نیت حتپ ازدواج کرد و پدر حورعحا شد.              |
| حورعحا      | -. رهبری لشکرکشی علیه نوبی‌ها را بر عهده داشت. با بنریب و خنت‌حاپ ازدواج کرد. | حدود ۳۱۰۰ پیش از میلاد      |             | پسر نارمر و نیت حتپ، همسر خنت حاپ، بنریب و پدر دجر. |
| دجر         | -نام و عنوان او بر روی سنگ پالرمو دیده می‌شود. بعدها تصور شد که مقبره او، مقبره افسانه‌ای ازیریس است. | حدود ۳۰۰۰ سال پیش از میلاد  | 54 سال      | پسر حورعحا، و پدر دجت و مرنیث.                      |
| دجت         | -احتمالاً با عحانیت ازدواج کرده است. | حدود ۲۹۸۰ پیش از میلاد      | 10 سال      | همسر مرنیت و پدر دن                                 |
| دِن          | -اولین فرعون با تاج دوگانه مصر و اولین فرعون با نام کامل و بی‌معنی «نیسوت» به تصویر کشیده شده است. | حدود ۲۹۷۰ پیش از میلاد      | 42 سال      | پسر مرنیت و دجت.                                    |
| مرنیث       | - احتمالاً اولین فرعون زن (یا به عنوان نایب‌السلطنه پسرش دن حکومت می‌کرد یا هم به عنوان پادشاه/ملکه و هم نایب‌السلطنه حکومت می‌کرد). مرنیث در نزدیکی دجت و دن دفن شده است. مقبره او در همان مقیاس مقبره‌های (دیگر) پادشاهان آن دوره است. | حدود ۲۹۵۰ پیش از میلاد      |             | مادر دن.                                            |
| آنجیب       | -به خاطر لقب شوم و نبوی‌اش شناخته می‌شود | حدود ۲۹۳۰ پیش از میلاد      | ۸ تا ۱۰ سال | پسر دن.                                             |
| سمرخت       | -اولین حاکم مصری با نام کامل نبتی. دوران کامل سلطنت او بر روی سنگ قاهره حفظ شده است. | حدود ۲۹۲۰ پیش از میلاد      |             | پسر آنجیب.                                          |
| قاعا        | -او که مدت زیادی حکومت کرد، آخرین مقبره‌ای است که مقبره‌های فرعی دارد. | حدود ۲۹۱۰ پیش از میلاد      | 33 سال      | پسر سمرخت و پدر حتپ پسخم وی.                        |
| اسنفرکا     | سلطنت بسیار کوتاه، جایگاه زمانی دقیق نامعلوم. | حدود ۲۹۰۰ پیش از میلاد      |             |                                                     |
| پرنده هوروس | سلطنت بسیار کوتاه، جایگاه زمانی دقیق نامعلوم. | حدود ۲۹۰۰ پیش از میلاد      |             |                                                     |

اطلاعات دانسته از این دودمان از اندک تندیس‌ها و اشیای به جا مانده از آن دوران که نام‌های پادشاهی را دربرداشتند، به دست آمده‌اند. یکی از مهم‌ترین این اشیا لوحه نارمر است. هیچ اطلاعات ثبت شده با جزییاتی از دو دودمان نخست بر جای نمانده‌است به جز فهرست مختصر نوشته شده در سنگ پالرمو. در آن هنگام هیروگلیف به شکل کامل ابداع شده بود و تصاویر به کار رفته در آن برای نزدیک سه هزار سال پس از آن دست نخورده باقی ماندند.
محقق ایرانی یاراحمدی معتقد است، که این احتمال وجود دارد، که نارمر شاه بنیان‌گذار سلسله اول مصر در حقیقت اولین فردی است، که مصر علیا و سفلی را در دوره اتحاد دوم در سال ۳۱۰۰ پ.م. متحد کرده یا این فرایند را آغاز نموده‌است. او دربارهٔ منس معتقد است، که شاید منس همان فردی است، که در حوالی سال ۴۵۰۰پ. م. برای اولین بار مصر علیا و سفلی را متحد کرده‌است. اتحاد اول پس از دوره کوتاهی فروپاشید. نظر به عدم وجود کتابت و بسیاری از اسناد خطی از این دوره نام منس در طی این دوران سینه به سینه منتقل گردیده و به مرور زمان به دوره اتحاد دوم که سپر سنگی نارمر شاه سند مکتوبی دربارهٔ آن در اختیار ما می‌گذارد، جایگزین نام نارمر شاه گردیده‌است.

## صنعت و شهرسازی
آرامگاه‌های بزرگ بر جای مانده از فرعونهای این دوره در ابیدوس و نقاده، به علاوه گورستان‌های سقاره و حلوان در نزدیکی ممفیس نشان می‌دهند که ساختمان‌ها بیشتر از چوب و آجرهای گلی ساخته می‌شدند و سنگ در موارد کمی برای دیوارها و سطح اتاق‌ها به کار می‌رفت. سنگ اما به مراتب برای ساخت زیورآلات، ظرف، و گاه تندیس به کار می‌رفت. از چوب گز برای ساخت قایق بهره گرفته می‌شد.

## قربانی کردن انسان
قربانی کردن انسان به عنوان بخشی از مراسم به خاک سپاری فرعون‌ها در این دودمان انجام می‌شد. در مقبره دجر ۳۳۸ تن به همراه فرعون به خاک سپرده شدند. انسان‌ها و جانورانی که قربانی می‌شدند وظیفه داشتند که پس از مرگ فرعون را در زندگی فراخاکی خود یاری رسانند. به دلایلی نامعلوم این آیین پیش از دودمان نخست پیگیری نشد و انسان‌های زنده جایشان را به تندیس‌های کوچک اوشابتی دادند.